# Archivo General de Simancas
Das Archivo General de Simancas ist das ehemalige Königliche Spanische Generalarchiv und sammelt Dokumente von der Zeit des Aufstiegs der Katholischen Könige bis zum Niedergang des Ancien Régime. Es ist in einem Kastell im Ort Simancas der Provinz Valladolid in Spanien untergebracht und gilt neben dem Vatikanischen Geheimarchiv als bedeutendstes Archiv Europas überhaupt.

## Geschichte
Die Ursprünge des heutigen Gebäudes reichen in das 15. Jahrhundert zurück. Um 1465 hatte die Adelsfamilie Enríquez, in der das Amt des Admiral von Kastilien erblich war, das Dorf Simancas eingenommen und dort über den Ruinen einer maurischen Festung eine Burg errichtet. Im Rahmen der Rückführung von ehemaligen Krongütern, deren Besitztitel unklar waren, ging das Gebäude 1490 an die Krone von Kastilien. 

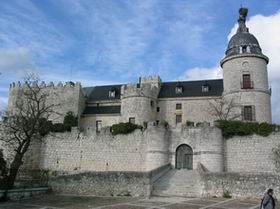
Kastell von Simancas

1540 beschloss Karl V., dieses Kastell zu nutzen, um dort die wichtigsten königlichen Dokumente – diese waren bis dahin mit dem reisenden Hofstaat mitgeführt worden – dauerhaft aufzubewahren. Zunächst wurde dazu nur ein Teil des Kastells, nämlich das Erdgeschoss des Nordturms, als Archiv genutzt, das übrige Kastell diente als Schatzkammer, Waffenkammer und Gefängnis weiterhin militärischen Zwecken.
Im Jahre 1574 – wohl vor dem Hintergrund des sich immer weiter ausdehnenden spanischen Kolonialreichs und der zunehmenden Bedeutung schriftlicher Dokumente – begann Philipp II. dann, das Archiv auf das gesamte Kastell auszudehnen. Mit den erforderlichen Um- und Ausbauten beauftragte er den Baumeister Juan de Herrera, Architekt des Escorial und der Casa Lonja de Mercaderes in Sevilla. Dieser gestaltete das Innere des Gebäudes völlig neu, lediglich das Äußere des Gebäudes wahrte den Festungscharakter. Damit zählt das Archiv von Simancas zu den ersten Archiven des christlichen Abendlandes, für die eigens ein Gebäude geschaffen wurde.
Im Jahre 1588 folgte dann ein erstes Regelwerk, in dem der spanische Monarch die Art und Weise, wie die Dokumente archiviert werden sollten, aber auch den Zweck, dem das Archiv dienen sollte, ausformulierte. Es gilt Fachleuten als das erste seiner Art überhaupt.
Bis auf eine kurze Unterbrechung während der Napoleonischen Kriege wurde das Archiv bis 1844 aktiv genutzt. Dann wurde es von dem neu gegründeten Nationalarchiv in Alcalá de Henares abgelöst und in ein historisches Archiv umgewandelt.

## Der Bestand
In dem Archiv werden alle Dokumente der verschiedenen zentralen Verwaltungsorgane der spanischen Monarchie gesammelt, für das spanische Kolonialreich also die Dokumente der verschiedenen Räte (Consejos), für das bourbonische Spanien die Dokumente der neu gegründeten Ministerien (Secretarías).
Mehrmals wurden im Laufe der Geschichte Teile der Bestände ausgelagert: So wurden 1785 unter Karl III. die Dokumente der Casa de Contratación geschlossen in das eigens zu diesem Zweck gegründete Archivo General de Indias in Sevilla überführt, Mitte des 18. Jahrhunderts dann alle Dokumente des Consejo de Aragón in das 1738 gegründete Archivo de la Corona de Aragón und im 19. Jahrhundert schließlich alle Dokumente der Consejo de Inquisición in das Archivo Histórico Nacional.
Ein Großteil der im Archiv von Simancas aufbewahrten Dokumente regelten wirtschaftliche Angelegenheiten. Hier findet sich aber auch etwa die Kapitulationsurkunde von Boabdil, dem letzten Sultan von Granada.

## Heute
Heute beherbergt das Archiv ca. 75.000 Bestandseinheiten auf 12 Regalkilometern. Eine Digitalisierung der Dokumente wurde in Angriff genommen.

## Besonderheiten
Von 1512 – dem Jahr, in dem das Archiv gegründet wurde – bis 1811 gehörten alle Archivare ohne Unterbrechung dem Hause Ayala an.